# مسکن در افغانستان

نمایی از ساخت خانه‌های تازه‌ساخت در هرات

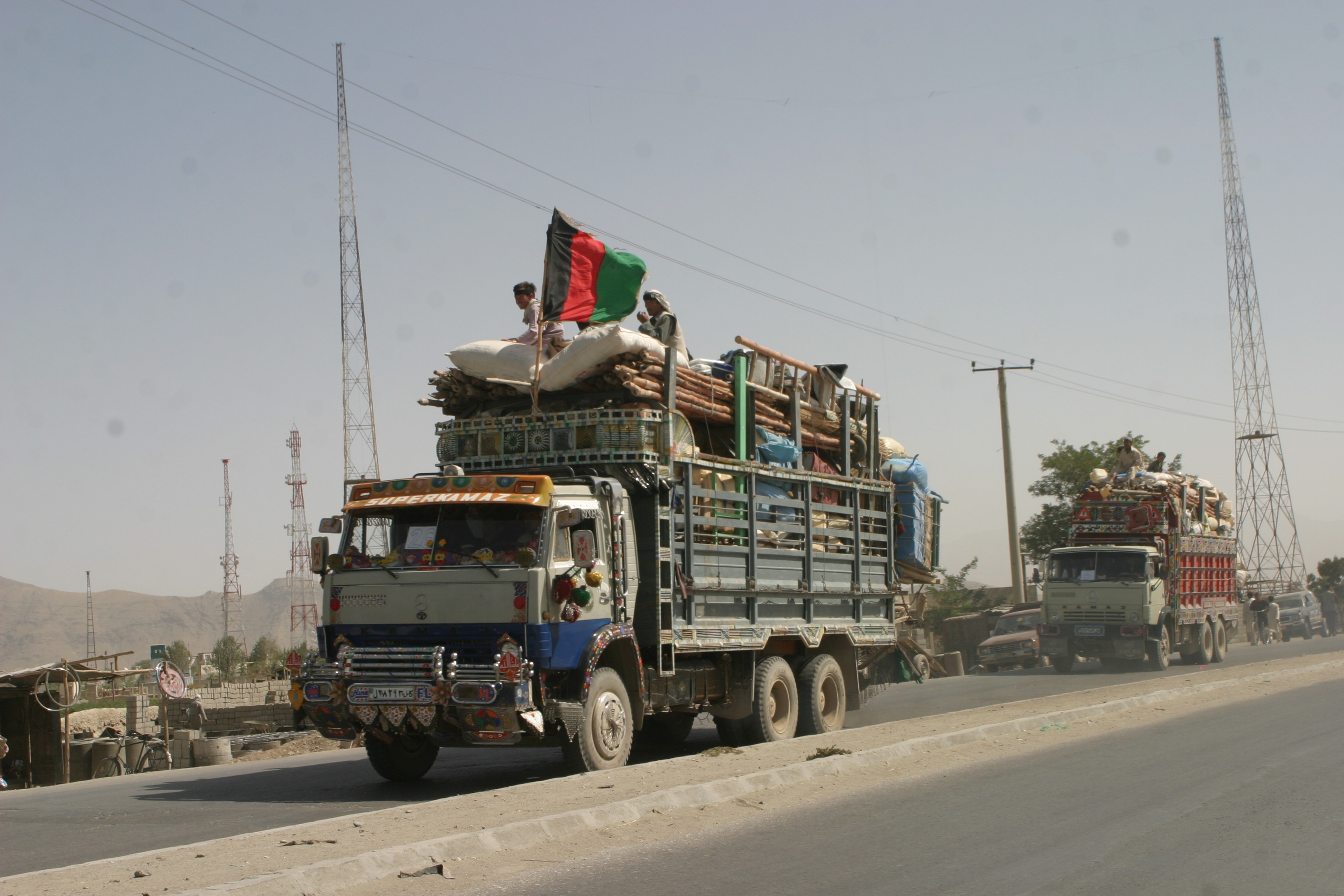
بازگشت مهاجران افغانستانی از پاکستان به کشورشان

مسکن در افغانستان، طبق گزارش ادارهٔ UNHCR سازمان ملل حدود ۴٫۶ میلیون افغانستانی پس از سال ۲۰۰۲ م. پس به‌وطن بازگشته‌اند که در این صورت ۲۵ درصد نفوس بالای این خاک در مدت کوتاه به‌شمول رشد طبیعی اضافه گردیده‌است. در این صورت لازم است که این نفوس دوباره به مسکن پدری خود برمی‌گشتند ولی بنا بر فاکتورهای ۴۰٪ این نفوس به‌خانهٔ اصلی خود برنگشتن بلکه اکثر این‌ها شهرنشین شدند که شهرها به مشکلات مسکن آب فاضلاب و غیره مبتلا گشته‌اند. تعداد بالاثر جنگ‌های طالبان و حوادث طبیعی نیز بی‌خانه و بی‌شغل گردیده‌اند. شهر کابل زیادترین گدا را در منطقه با خود دارد. یعنی در هر صد متر یکنفر گدا از شما پول طلب می‌کند. کودکان کارهای شاقه را انجام می‌دهد. بالاثر بی‌کاری سطح جنایات بلند رفته‌است. حدود بیشتر از یک میلون نفر مبتلا به مصرف مواد مخدر مبتلا بوده که تعداد زیادی از آن جوانان بی‌کار، بی‌مسکن و بی‌خانواده‌اند؛ که این‌ها بعضاً مورد استفادهٔ دشمنان افغانستان قرار می‌گیرند. پس از سال ۲۰۰۲ که مردم در مدت کوتاه به خانه‌ها و شهرهای ویران شدهٔ خود برگشتن به مشکل بالا رفتن قیمت زمین و مواد ساختمانی مواجه گردیدند، بناعاً تعداد دیار اصلی خود را رها کردند. در بعضی محلات که هنوز امنیت تأمین نگردیده مردم آن محلات در شهرها پناه آورده‌اند که وضع رقت‌بار دارند. طبق بررسی وزارت شهرسازی و مسکن افغانستان حدود ۱٬۲۶۰٬۰۰۰ مسکن طور فوری برای بی‌جاشدگان ضرورت است؛ که ۷۰٪ این خانه‌ها در روستاها و ۳۰٪ در شهرها باید ساخته شود.
تعداد بازگشت مهاجران افغانستانی و بیجاشدگان داخلی
| نام مملکت | نوعیت نفوس       | تعداد بازگشت‌کننده جنوری ۲۰۱۲ | بازگشت در دسامبر ۲۰۱۲-جنوری ۲۰۱۳ |
| --------- | ---------------- | ---------------------------- | -------------------------------- |
| افغانستان | بازگشت مهاجران   | ۱۶۵٬۰۰۰                      | ۱۶۲٬۰۰۰                          |
| افغانستان | بی‌جاشدگان داخلی  | ۵۰۰٬۰۰۰                      | ۶۰۰٬۰۰۰                          |
| افغانستان | بازگشت بی‌جاشدگان | ۱۰٬۰۰۰                       | ۷٬۰۰۰                            |
| مجموع     |                  | ۶۷۵٬۰۰۰                      | ۷۶۹٬۰۰۰                          |

طبق که در جدول دیده می‌شود تعداد بی‌جاشدگان از بازگشت ۳ چند اضافه می‌باشد.

## شرایط سکونت در افغانستان
مطابق به مادهٔ ۱۴ پاراگراف ۱–۲- و مادهٔ ۳۸ قانون اساسی افغانستان هر افغان که در افغانستان زندگی می‌کند، حق داشتن سرپناه را دارد. دولت از آن حمایت می‌کند. بدین منظور مردم می‌توانند در محلات و قسمت‌های که ممنوع نباشد، رایگان برای خود سرپناه اعمار نمایند؛ تا زمانی‌که مراجع با صلاحیت دولت امر ندهد، هیچ مرجع حق تخریب او را ندارد. بدین منظور شهر کابل که پایتخت افغانستان است ۶۸٪ مردم در خانه‌های بدون نقشه و برنامه حیات به‌سر می‌برند. و دولت از سرپناه که سقف داشته باشد حمایت می‌کند. در بعضی شهرهای بزرگ آن عده منازل خود سر که نیم‌کاره باشد و تا هنوز سقف آن اعمار نشده باشد دولت ممانعت می‌نماید. به استثنای باشندگان ایالت پشتونستان پاکستان، بلوچستان، و مهاجران قبول شده در جامعهٔ افغانی دیگر هیچ خارجی حق خرید زمین و ملکیت را ندارند.

## تاریخچهٔ مساکن در افغانستان
در طول تاریخ مسکن‌گزینان افغانستان معمولاً دارای جامعهٔ قبیله‌ای بوده، کوشش نموده‌اند که از محدودهٔ جغرافیای قبیلهٔ خویش دورتر زندگی ننمایند. بدین منظور بیش ۸۰٪ جمعیت معمولاً در همان جایی به سر می‌برند که زاده شده‌اند. روستانشینان این کشورها به علت عدم رضایت قوم قبیله، شرایط خاص اجتماعی و اقتصادی، نبودن راه‌های انتقالاتی مناسب برای رفت و آمد، نبودن وسایل حمل و نقل کافی، مشکل بودن زندگی در شهرها، فقدان کار و درآمد، عدم پذیرش افراد قبایل دیگر، جنگ دشمنی و غیره دریک محدوده توانسته‌اند نقل مکان از یک قریه به سایر قریه‌جات و شهرها نمایند. قریه‌جات بنا بر ضرورت و ازدیاد نفوس توسط مردم توسعه می‌یابد. در اکثریت قریه‌جات مسکن و زمین‌های مردم دارای اسناد شرعی نمی‌باشد. دیده شده یک شخص یا یک خانواده زمین زیادی دولتی را به‌شمول کوه غصب نموده‌است. بدین منظور یکنفر بیگانه نمی‌تواند بدون پول یا رضایت مردم مسکن گزیند. در میان قریه‌جات پشتون اگر جوان یک قریه با دختر قریهٔ دیگر عروسی کند، باشندگان دو قریه می‌توانند در هر دو قریه مسکن گزینند. تمام باشندگان قریهٔ دختر، اهالی قریهٔ پسر را داماد و قریهٔ پسر، باشندگان قریهٔ دختر را خُسُربُرَه می‌گویند.
مسئلهٔ شهرسازی در زمان ظاهرشاه تحت برنامه‌های پنج ساله آغاز گردید. دولت وقت افزون بر پروژه‌های تولیدی ساختمانی، پروژه‌های رهایشی را نیز در برنامه‌های خویش گنجانید. فابریکهٔ خانه‌سازی کابل ظرفیت تولیدی ۳۲ باب منزل را در یک ماه داشت. دولت وقت غرض تقویهٔ بنیهٔ کارمندان دولتی، پروژهٔ رهایشی مکرویان‌های اول، دوم، سوم، چهارم، کارتهٔ مأمورین، کارتهٔ چهار، پروژهٔ حصهٔ اول خیر خانه مینه را اعمار و قسط باز پرداخت آن را برای مدت ۲۵ سال بدون مفاد تعیین نمود. مردم عادی بدون مشکلات در مدت یک هفته می‌توانستن زمین خرید نمایند. به همین ترتیب بعضی پروژه‌ها را در ولایت‌های هرات، شبرغان، مزارشریف جلال‌آباد وهلمند روی دست گرفت. پس از سال ۱۳۶۰ بالاثر عملیات‌های سنگین نظامی تقریباً ۸۰–۸۵٪ مردم روستاها و ولسوالی‌ها به شهرها هجوم آوردند. حتی روستاهای که در ۱۰ کیلومتری شهر کابل قرار داشت خالی از سکنه شدند. در آن زمان نفوس شهرها خیلی کم و زمین زیاد بود. چون روستانشینان درآمد خود را از دست داده بودند، نمی‌توانستن در شهرها برای خود خانه و یا زمین خرید نمایند. بناعاً غرض گذران شب و روز خود در گوشه‌های شهرها خانه‌های کاه‌گلی و خود سر اعمار نمودند. دولت‌های آنوقت گذاشتن تا مردم مجبور برای خود خانه سازند. در سال‌های جنگ گروه بزرگ از افغان‌ها در کشور ایران، پاکستان، آمریکا، آلمان، ترکیه، هند انگلیس و غیره مهاجر گردیدند؛ که جمعاً بیشتر از ۵ میلیون بود. پس ازسال ۲۰۰۲ تقریباً ۴۰٪ این مردم به روستاها بازنگشته زندگی شهرنشینی را اختیار نمودند. شهرها به‌مشکلات آب، کمبود مدرسه، هوا تنفسی، ازدیاد فاضلاب و غیره مواجه گردیده. فعلاً بی‌سرپناها در شهرهای نسبت به دهات ازدیاد یافته‌است.

## نفوس افغانستان با ارتباط سکونت
طبق آمار سی‌آی‌ای نفوس افغانستان در سراسر جهان ۲۹٬۸۳۵٬۳۹۲ می‌باشد. از جمله ۲٫۷ میلیون در پاکستان و ایران و ۱٫۲ میلیون در کشورهای خارج زندگی دارند. و طبق آمار احصاییهٔ مرکزی افغانستان نفوس داخل افغانستان در سال ۲۰۱۱ از ۲۴٫۵ میلیون به ۲۶ میلیون رسیده‌است. از جمله ۵٫۹ میلیون یا ۲۳٪ در شهرها ۷۷٪ در ولسوالی‌ها و دهات زندگی دارد، تناسب شهری شده سالانه ۵٫۴٪ می‌باشد. در شهرها از هر ۴ خانواده، یک خانواده بی‌خانه است. شهرهای کابل مزارشریف، جلال‌آباد، قندهار، کندز، هرات، ولایت سرپل، لشکرگاه، پل خمری، خوست و غزنی دارای رشد سریع نفوس یعنی ۳٫۱٪ بوده، این شهرها در حال ذیق شدن جا بوده، دارای اعیار بلند بی‌خانه شدن در سال می‌باشد. تعداد نفوس افغانستان در یک کیلومترمربع ۵۲٫۷ نفر می‌باشد.

## انواع مسکن در افغانستان
مسکن‌گزینی در افغانستان زیاده متعلق به اقوام است که در آن محل اجداد آن‌ها زندگی نموده‌است. در ترکیب نفوس افغانستان ۴۲٪ پشتون که زیاده در ولایت‌های وردک پکتیا، جلال‌آباد، لغمان، کنر، قندهار و هلمند بودباش دارند. ۲۷٪ تاجیک در شمال‌شرق، سطوح مرکزی، هرات و فراه زندگی می‌نمایند. هزاره ۹٪ در سطوح مرکزی تا حدود کم در مزارشریف، کابل، غزنی و پکتیا بودباش دارند. ازبک ۹٪، ترکمن ۳٪، در شمال افغانستان پراکنده‌اند. ایماق ۴٪ در هرات و غور، بلوچ ۲٪ در زابل، ولایت نیمروز و ۴ درصد سایر ملیت‌ها (قزلباش در جنوب غرب، پشه‌ای در نورستان، هندو در کابل، جلال‌آباد و پکتیا؛ عرب در شمال، یهود در کابل) زندگی می‌نمایند. افغانستان دارای ۳۹۲ ولسوالی بیشتر از ۴۰٬۰۰۰ روستا می‌باشد.

### روستانشینان

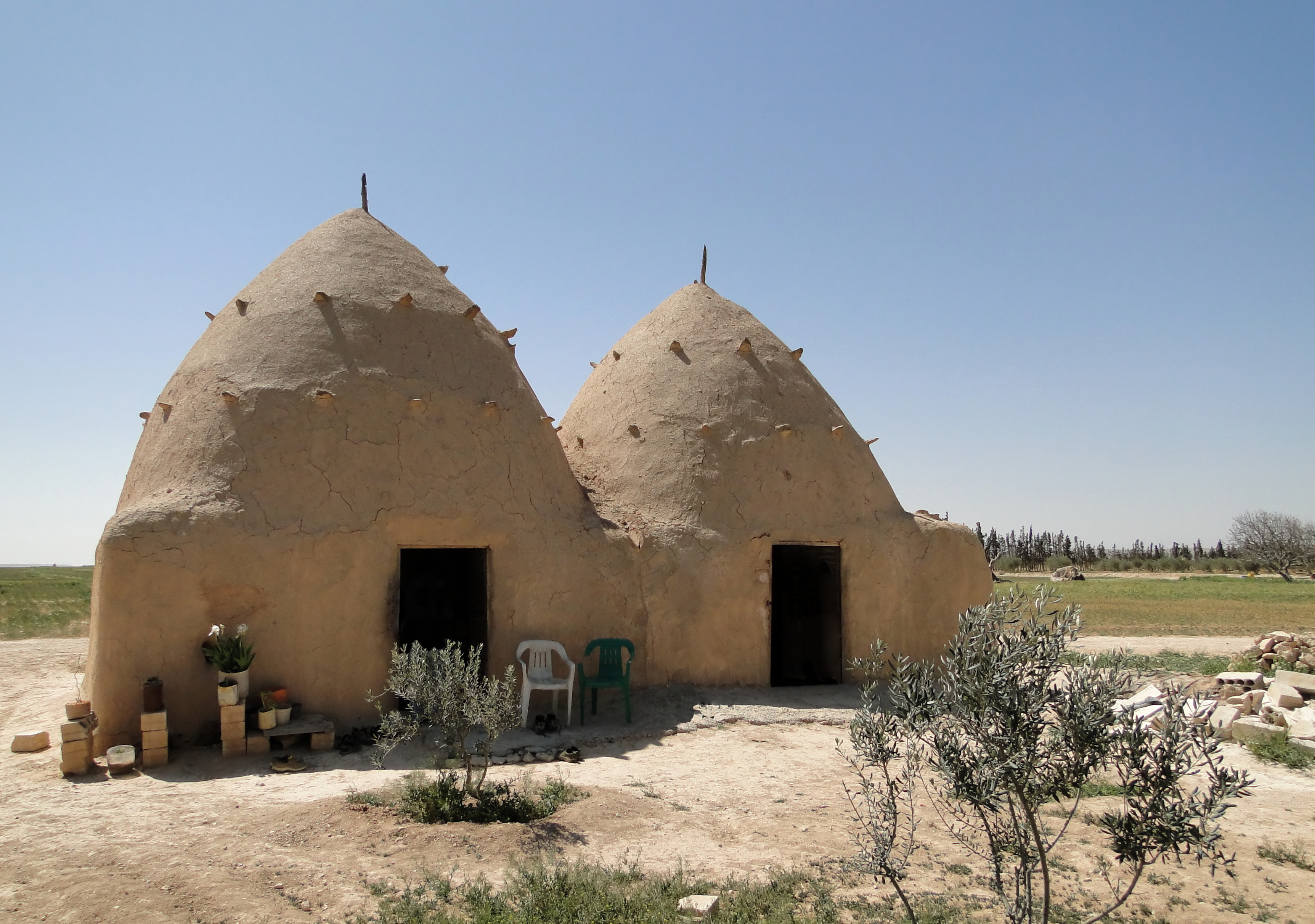
خانهٔ گنبدی در شمال افغانستان مروج است

بالاتر از ۷۰ درصد نفوس افغانستان در قریه‌جات و دهات زندگانی دارند. مسکن روستانشنیان سنگی مانند خانه‌های درهٔ سالنگ، چوبی مانند نورستان و کنرهار، گمبزی اکثراً در شمال افغانستان، گلی بدون تهداب سنگی، قلعه دارای دیوارهای خیلی بلند، مغاره‌ای مانند بامیان و دره‌های مرکزی، خانهٔ خشت خام یا پخته با تهداب سنگی و خانه‌های موقت تابستانی به نام خس پوشک و غیره می‌باشد. در طول ۱۰۰ سال اخیر بودجهٔ داخلی افغانستان توان این را نداشته‌است تا بتواند در روستاها مدرسه، خدمات، آب، سرک، تلفن، بیمارستان و غیره را نماید. تا سال ۱۳۴۵ برای تمامی ساکنان ولایت‌های دور دست یک دکتر یک بیتار (دکتور حیوانات) یکنفر جراح در تشکیل خود داشت. در سال ۱۳۵۰ در ۸۰ درصد ولسوالی یک دکتر دونرس، یک واکسیناتور و یک بیتار در تشکیل خود داشت که پس از سال ۱۳۶۰–۲۰۰۲ در ۸۰–۹۰ درصد ولسوالی‌ها دکتر وجود نداشت. زندگی اکثر قریه‌جات افغانستان با صد سال پیش فرقی ندارد. پس از سال ۱۳۸۵ دولت توانسته است به بعضی قریه‌جات خدمات برق تلفن را تأمین کند. مهندسان خارجی توانسته‌اند در بعضی قریه‌جات پمپ آب، ژنراتور آبی، برق آفتابی تخم‌های اصلاح شده، کانال‌های آبی را اعمار و همکاری نموده‌است؛ ولی در مورد که روستانشینان که دوباره عودت می‌کنند، دولت افغانستان بن‌بست کمبود افراد فنی، کمبود بودجه، و عدم امنیت نتوانسته‌است خدمات شایسته انجام دهد. معیشیت این تودهٔ عظیم غذاهای ابتدایی از تولیدات قریه تأمین می‌شود.

### شهر نشینان
خانه‌های شهری افغانستان از گل، خشت خام پخته، کانکریت، گمبدی در شمال افغانستان مانند میمنه مزارشریف و شبرغان اعمار گردیده‌است. در طول صد سال دولت توانسته‌است که در شهرهای سرحدی تأمین برق آب سرک مکتب بیمارستان (شفاخانه) دانشگاه‌ها خدمات مخابرات پست و غیره را تا حد امکان نماید. دولت‌های وقت یک تعداد پروژه‌های نیمه‌مدرن را در محدودهٔ شهر کابل و در بعضی شهرها (پروژهٔ مالداری هرات، وادی لشکرگاه، تفحصات مزارشریف، ثمر خیل و هدهٔ جلال‌آباد، سمنت پلخمری) حسب ضرورت اعمار نماید؛ ولی پلان شهرسازی مدرن را هرگز نداشته‌است. در اکثر نقاط شهرها ساختمان خانه‌ها مانند صد سال پیش است. به صورت عموم خدمات آبرسانی خیلی ضعیف و خدمات فاضلاب (کانالیزاسیون) وجود ندارد. در شهر کابل یکی از بزرگ‌ترین مشکلات جمع شدن فاضلاب در کوچه‌ها و آب‌های زیر زمین است. روزانه به‌مقدار ۴٬۰۰۰ تن مواد غایطه و ۵٬۰۰۰ مترمکعب آب آلوده انبار می‌شود. حدود ۳۷ درصد در شهر کابل بدون خانه هستند. ولایت‌های بدخشان، تخار، بادغیس و غور تا سال ۲۰۰۴ سرک نداشتند. در بعضی قریه‌جات افغانستان مردم نان گندم را نمی‌شناسند. در طول ۳۳ سال جنگ، دولت‌های افغانستان بودجه را بالای مقاصد نظامی مصرف نموده، خدمات برای مردم خیلی‌ها به سطح پائین رسیده بود. ولایت‌های بامیان، نورستان و بدخشان برف‌باری شدید و راه‌بندی درازمدت و کوتاه را دارند. ساکنان این ولایت‌ها داری مشکلات بسیاری بوده، به‌خصوص مرگ کودکان بالاثر سردی و کمبود دکتر و دوا زیاد است.

### کوچی‌ها یا عشایر

کوچی‌های افغانستان زیاده از رنگ سرخ و سبز استفاده می‌نمایند

کوچی‌های افغانستان معمولاً از قوم غلجایی و خیمه‌نشین می‌باشند. در افغانستان این نوع خیمه را غژدی می‌نامند. کوچی‌ها مردم مالدار بوده، یگانه وسیلهٔ تأمین معیشیت آن‌ها مالداری و محصولات مالداری می‌باشد. کوچی‌ها معمولاً در بهار و تابستان در دامنه‌های کوه‌های هندوکش زندگی بسر می‌برند و در زمستان به پاکستان و هندوستان می‌روند. کوچی‌ها پنج درصد از نفوس افغانستان را تشکیل می‌دهد درین اواخر دولت برنامه‌هایی در مورد کوچی‌ها دارد ولی تا اکنون تطبیق نگردیده‌است. برای این گروه دکتر معالج و مدرسهٔ خاص وجود ندارد.

### بی‌جاشدگان

بی‌جاشدگان ولایات افغانستان در شهر کابل

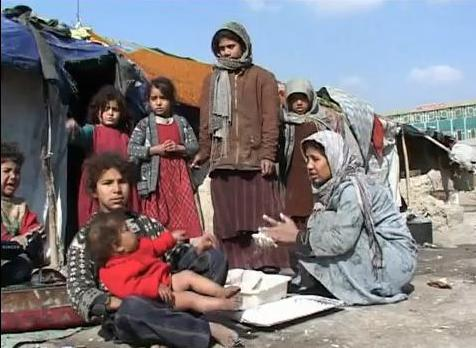
بی‌جاشدگان ولایات افغانستان در شهر کابل

بدترین خانه را این گروه در شهرها دارند. بی‌جاشدگان متشکل از دو گروه مردم است. آن‌های که باالاثر جنگ‌ها خانهٔ خود را رها می‌نمایند. این گروه در طول ۳۳ سال جنگ وجود داشته که اکثراً پس از چندین سال شهرنشین شده‌اند. گروه دوم سیلاب‌زدگان و سایر حوادث طبیعی و غیرطبیعی ساکنان را فقیر ساخته؛ آن‌ها غرض لقمه‌ای نان به شهرها بدون سرپناه زندگی می‌نمایند. این گروه در چندین گوشهٔ شهر کابل و سایر ولایات، خانه‌هایی از تکه آهن‌های کهنه پلاستیک و سنگ‌های بی‌شکل ساخته‌اند که زندگی آن‌ها بدتر از حیوانات است. این گروه از طریق ساکنان شهر و سازمان ملل معیشت می‌شوند. اکثراً همه خانواده گدا شده‌اند. چون در شهرها تجارت زمین خیلی‌ها قیمت بها گردیده حکومت‌های پس از سال ۱۹۹۳ برای شان گران است که به غریب خانه و زمین دهند. در دستگاه دولت یک تعداد از گروهای است که تمامی ثروت افغانستان به شکل از اشکال در جیب آن‌ها می‌ریزد؛ و کرزی صاحب بنا بر اصول دولتی آن‌ها را در دولت نگهداشته است. این گروه‌ها فقد قدرت دارند و پول را می‌شناسند به همین منظور در دستگاه دولت کار می‌نمایند در غیر این‌ها استاد تخریب کاری هستند. هرکدام این‌ها در شهرها از ۵۰–۱۰۰ خانه و آپارتمان دارند.

### مسکن فصلی
این نوع مسکن در ولایت‌های گرم سیر معمول می‌باشد. معمولاً مسکن‌های تابستانی آن‌ها در محلات سرد و باغ‌ها می‌باشد که در موسم گرم به آنجا کوچ می‌نمایند. در موسم سرد دوباره به خانهٔ اصلی خود می‌آیند. هکذا در صفحات مرکزی کوهای هندوکش مردم زمین‌دار الی به‌دست آوردن حاصلات با حیوانات و فامیل خود در خانه‌های خس پوشک یا موقت برای مدت چهار تا ۵ ماه زندگی می‌نمایند. موقع کار آن‌ها تمام شد دوباره به خانهٔ خود بر می‌گردند. علت اصلی چنین زندگی عدم موجودیت راه ترانسپورتی، فقدان وسایل ترانسپورتی و عدم امنیت کامل می‌باشد که با فامیل خود بالای زمین خشک زندگی می‌نمایند. رفع چنین مشکل در سال‌های دور امکان‌پذیر خواهد بود.

## نرخ مسکن در افغانستان
پیش‌تر نفوس شهر کابل ۷۰۰ هزار نفر بود. قیمت یک نمره زمین در شهر کابل (۳بسوه مبلغ ۱۵٬۰۰۰ افغانی) یا(۴۴۰ دلار) بود. در ولایت‌ها، در محلات پلان شده نیز در همین حدود بود. در سال‌های ۱۳۶۰–۱۳۷۲ هجری خورشیدی قیمت یک نمره زمین به ۳۳٬۰۰۰ تا ۴۵٬۰۰۰ افغانی (۱۱۲ دلار) کشانید. در سال‌های ۱۳۷۲ تا ۲۰۰۰ قیمت زمین در تمام افغانستان اهمیت خود را از دست داد. پس از سال ۲۰۰۲ در شهرهای بزرگ و کابل قیمت یک نمره زمین بالاتر از ۴۰ هزار دلار، قیمت یک باب منزل از ۱۸۰–۲۰۰ هزار دلار و در محلات تجارتی بالاتر از یک میلیون دلار می‌باشد؛ که این رفتار قطعاً به درآمد مردم اعیار نیست. معاش یک کارمند عادی دولت از ۳۰۰–۷۰۰ دلار است؛ که خیلی نامتوازن است. تا سال ۲۰۰۲ در افغانستان تجارت زمین وجود نداشت، ولی پس از ۲۰۰۲ رشوه و تجارت زمین فوق‌العاده ازدیاد یافته‌است. فعلاً کرایهٔ هر اتاق عادی در شهرهای کابل مزارشریف، هرات و جلال‌آباد ۱۰۰ دلار در یک ماه است. اگر منزل چهار اتاق داشته باشد، کرایهٔ آن حدود ۴۰۰–۵۰۰ دلار است.
طبق محاسبه‌ای که وزارت شهرسازی افغانستان نموده‌است، اگر یک فرد افغان برای خود یک منزل ۳ اتاقه که در ساحهٔ ۹۰ متری اعمار نماید، بدون رشوه مبلغ ۲۰ هزار دلار مصارف دارد. در صورتی‌که این پول را وزارت شهرسازی یا بانک رهنی و تعمیراتی به‌طور قرضه بپردازد تادیه‌کننده باید سال ۶۶۶ دلار افزون بر قصد ۲۵ سال ۶۶۶ دلار وام بپردازد. این برای همه مشکل است. از اینکه دولت افغانستان سیاست خصوصی‌سازی را در پیش دارد و دولت نتوانست فابریکه‌ها و شرکت‌های خانه‌سازی خویش را دوباره فعال سازد. دیگر برای دولت جز این راهی باقی نمانده‌است که قرضه دهد و سود جوید. هم‌اکنون سود دولتی ۲۰٪ می‌باشد.

## راه بیرون‌رفت
دولت افغانستان یک دولت جدید و از خاک برخاسته است که اقتصاد آن متعلق به کمک‌های خارج است. در این‌صورت پروسهٔ خصوصی‌سازی وقت‌تر است، زیرا در اکثر جاها ناامنی وجود دارد. شرکت‌های خصوصی در شرایط ناامن سرمایه‌گذاری نمی‌نماید. در این‌صورت در محلی که لازم است، باید دولت با تشکیلات نظامی سرمایه‌گذاری کند. در شرایط بی‌امنی صرف دولت قدرت سرمایه‌گذاری را در محلات ناامن دارد.
می‌تواند در جنب بخش دولتی از کمپنی‌های خصوصی استفاده نماید. چنانچه در شاهراه کابل-بگرام، تمام شرکت‌های ساختمانی دولتی در این شاهراه سهم گرفتن در جنب ساختمان‌های دولتی ۱۸ شرکت خصوصی ساختمانی پل و پلچک این شهراه را در حمایت قوای مسلح اعمار نمودند.

## شهرک‌های رهایشی
پس از سال ۲۰۰۲ دولت تصمیم گرفت تا پروژه‌های شهرک‌سازی را در میان مؤسسات ساختمانی خصوصی به راه اندازد. هکذا ادارهٔ کمشنری سازمان ملل نیز اقدام به اعمار یک تعداد از شهرک‌ها را برای عودت‌کنندگان و بی‌جاشدگان اعمار نموده‌است. طبق گزارش وزارت شهرسازی ۱۲۳ شهرک در پلان است که کار ۲۴ آن ختم شده و کار ۴۵ دیگر در جریان است. در شهر کابل از جمله صد شهرک ۸ شهرک دارای اسناد ملکیت بوده، متباقی توسط زورمندان دولتی اعمار گردیده، که ۸۰ درصد آن خودسرانه و غیراستاندارد ساخته شده‌است. پلان شهرک‌سازی در تمام ولایات و ولسوالی‌ها جریان دارد. این شهرک‌سازی در ۱۰۰ شهر کوچک و بزرگ اعمار خواهد شد. شهرک‌های که در کابل هرات، قندهار و جلال‌آباد اعمار گردیده خیلی زیبا می‌باشد.

### پروژهٔ رهایشی و شهرک‌سازی معلمان
دومین پروژهٔ شهرک‌سازی برای ۳۳۰ هزار معلمان در نقاط مختلف کشور می‌باشد؛ که کار این شهرک‌سازی از طرف معلمان در تمام ولایات جریان دارد. دولت تصمیم دارد شهرک‌های برای پولیس و ارتش افغانستان اعمار نماید. در بعضی محلات این نوع شهرک‌ها اعمار گردیده‌است.

### کابل نو
این پروژه در شرق کابل در منطقهٔ دهسبز و باریک آب اعمار خواهد گردید. این پروژه در سال ۲۰۰۶ توسط حامد کرزی پیشنهاد گردید. مصارف این پروژه حدود ۳۵ میلیارد دلار تخمین گردیده‌است.
اعمار به‌تعداد ۲۴۰٬۰۰۰ منازل مسکونی، به‌شمول وزارتخانه‌ها، راه‌ها، بازارها و فروشگاه‌ها، کانالیزاسیون و غیره ملحوظات شهر نوین به وقت ضرورت دارد؛ بناعاً دولت اعمار این شهر را برای مدت ۱۵ سال تعین نموده‌است؛ که به ۳ مرحلهٔ ۵ ساله تقسیم شده‌است.
۱. مرحلهٔ اول در سال ۲۰۱۰ آغاز و در سال ۲۰۱۵ باید ختم گردد. درین مرحله باید برای ۴۰۰ هزار نفر ۸۰ هزار مسکن در ساحه‌ای ۴٬۹۰۰ هکتاری اعمار گردد. این مرحله به ۱۱ بخش تقسیم شده‌است.
۲. مرحلهٔ دوم از سال ۲۰۱۵ تا ۲۰۲۰
۳. مرحلهٔ سوم از سال از ۲۰۲۰ تا ۲۰۲۵ می‌باشد.

### شهرک کوچی‌ها
بنا بر ضرورت حامد کرزی رئیس دولت افغانستان فرمان اعمار شهرک‌های رهایشی برای کوچی‌ها داده‌است. در آغاز ۱۲ شهرک رهایشی را برای کوچی‌ها مجهز به مراکز درمانی و آموزشی اعمار می‌گردد.